# Carlos Cruz Lorenzen
Carlos Enrique Cruz Lorenzen (Santiago, 13 de octubre de 1951) es un ingeniero comercial y político chileno, ministro de Obras Públicas, Transportes y Telecomunicaciones de su país entre los años 2000 y 2002.
Hijo de Sergio Cruz Costa, de raíces italianas, y de Margot Lorenzen Oehrens, de ascendencia alemana, realizó sus estudios primarios en el Colegio Alemán de Lota y los secundarios en el Colegio Alemán de Santiago. Luego estudió ingeniería comercial en la Universidad de Chile.
Casado con Ágata Gambardella Casanova, son padres de su único hijo, Camilo Cruz Gambardella.

## Actividad política

### Unidad Popular y dictadura
En sus años universitarios se uniría al Movimiento de Izquierda Revolucionaria (MIR), acción que provocaría un quiebre con su familia, integrándose poco después también al Partido Socialista. Posteriormente, realizaría un máster en administración en el Instituto de Estudios Superiores de Administración en Caracas, Venezuela.
Durante la dictadura militar de Augusto Pinochet trabajó principalmente como gerente de algunas empresas, entre las cuales se cuenta el diario Estrategia. Conoció a Ricardo Lagos en 1985, estableciendo fuertes lazos de amistad.

### En democracia

#### Estrecho colaborador de Lagos
Con la vuelta a la democracia Cruz ocuparía, durante el Gobierno del presidente Patricio Aylwin, el cargo de jefe de gabinete del Ministerio de Economía, Fomento y Reconstrucción (en ese entonces encabezado por Carlos Ominami). Durante el ministerio de Ricardo Lagos en Obras Públicas (1994-1998), ocuparía el puesto de coordinador general de Concesiones, liderando la puesta en marcha de emblemáticos proyectos de infraestructura.
El 11 de marzo de 2000 asumió como ministro de Obras Públicas, Transportes y Telecomunicaciones del entonces presidente Ricardo Lagos. En enero de 2002 dejó la cartera siendo reemplazado por el ingeniero industrial Javier Etcheberry.

#### Caso Coimas y renuncia al PS
Poco después de su salida estalló el Caso Coimas, que involucraba a personeros del Ministerio de Transportes y Telecomunicaciones de Chile en actos de corrupción en la entrega de licencias técnicas. Más tarde estallaría el Caso MOP-Gate, que le afectaría directamente, ordenándose su detención en enero de 2003. Poco antes de ello había reconocido haber recibido sobresueldos como ministro, lo que causó molestia en el Gobierno y reformas legislativas en pos de una mayor probidad.
El 3 de abril de 2003 optó por poner fin a 31 años de militancia, con el fin de: "liberar a la institución de una discusión que sé le es incómoda".
La investigación llevada adelante por la jueza Gloria Ana Chevesich contabilizó innumerables 'aristas' como MOP-Prograf, MOP-Idecon, MOP-Cycsa, MOP-Délano y MOP-Gesys, entre otras, las cuales versaron sobre irregularidades que van desde la falsificación de instrumento público y licitaciones preacordadas hasta el fraude al fisco, pasando por el pago de sobresueldos y el desvío de fondos públicos, involucrando a decenas de personas. Para Cruz ésta se cerró en julio de 2010 con una condena de tres años de pena remitida y una multa de más de 799 millones de pesos chilenos de la época, la cual fue ratificada en agosto de 2014 por la Corte de Apelaciones de Santiago.